# Amir Sayoud
Amir Sayoud (arabisch أمير سعيود, DMG Amīr Saʿyūd; * 31. August 1990 in Guelma) ist ein algerischer Fußballspieler.

## Karriere

### Klub
Er begann seine Karriere unter anderem in der Jugend von ES Sétif und wechselte nach der U21 Anfang 2008 in die Vereinigten Arabischen Emirate zur al-Ahli. Hier verblieb er bis zum Ende der Spielzeit 2008/09 und wechselte nach Ägypten zum al Ahly SC. Hier kam er aber nur in einem Ligaspiel zum Einsatz und wurde Ende Januar 2010 für den Rest der Spielzeit erst einmal zum al-Arabi SC nach Kuwait verliehen. Nach seiner Rückkehr bekam er dann in der Rückrunde der Runde 2010/11 auch wieder mehr Einsätze.
Danach folgten aber noch weitere Leihen. Erst von September 2011 bis zum Ende des Jahres zum Ismaily SC und im Anschluss von Januar 2012 bis zum Ende der Saison zurück in sein Heimatland zum MC Alger. Hier blieb er dann auch nicht länger, genauso wenig bei al Ahly, womit er nach der Saison 2011/12 dann auch erst einmal Vereinslos wurde.
Ein halbes Jahr später schloss Amir Sayoud sich in Bulgarien Beroe Stara Sagora an und gewann mit ihnen den nationalen Pokal. Nach einem Jahr wechselte er dann wieder zurück nach Nordafrika zum tunesischen Klub CS Sfax. Dort endete seit Vertrag aber auch schon wieder am Ende der Saison 2013/14, womit er nur wenige Monate hier unter Vertrag stand.
Nach einem ganzen Jahr ohne Klub schlägt er schließlich zur Saison 2015/16 wieder in seinem Heimatland auf. Erst spielt er so eine Saison für DRB Tadjenanet und dann noch einmal von der Saison 2016/17 bis Januar 2019 bei USM Algier. Hiernach wechselt er schließlich weiter zum CR Belouizdad, wo er bis Ende August 2021 verblieb. Mit beiden letzteren wurde er jeweils algerischer Meister. Seitdem steht er in Saudi-Arabien bei al-Tai unter Vertrag.

### Nationalmannschaft
Nach der U20 und einigen Einsätzen mit der U23 hatte er seinen ersten Einsatz in der algerischen Nationalmannschaft am 1. Dezember 2021 bei einem 4:0-Sieg gegen den Sudan während der Gruppenphase des FIFA-Arabien-Pokal 2021. Hier stand er in der Startelf und wurde in der 64. Minute für Tayeb Meziani ausgewechselt.